# おのえりこ
おの えりこ（1962年5月5日 - ）は、東京出身の漫画家。小学館の漫画雑誌『ちゃお』で執筆活動をしている。血液型はB型。

## 経歴
アシスタントをしていた頃に赤星たみこから子供向け漫画を描くのが向いていると言われ、子供向け漫画雑誌の編集長を紹介される。27歳の頃に『ぴょんぴょん』の次回予告漫画で漫画家デビュー。1990年6月号で読み切り漫画として連載が始まった。同年10月から月1の連載漫画として『みい子で〜す!』が連載開始。1990年11月号から『ちゃお』で連載開始。その後題名を『こっちむいて!みい子』に変更。

## 人物
東京都立井草高等学校出身、武蔵野美術短期大学商業デザイン科卒業。井草高校漫研同期に『あたしンち』の作者けらえいこ、『山おんな壁おんな』の作者高倉あつこがいた。
代表作は『みい子で〜す!』と『こっちむいて!みい子』。この2作品は、『こっちむいて!みい子』のタイトルに統一された上で、テレビ朝日の番組『アニメ週刊DX!みいファぷー』の中の一作としてテレビアニメ化されたことがある。みい子とまもるは同社の雑誌『ぴょんぴょん』でお知らせまんがとして誕生した。その後『みい子で〜す!』として同社の雑誌『ぴょんぴょん』で漫画として連載されその後『ちゃお』で『こっちむいて！みい子』と題名を変え現在でも連載されている。
既婚者であり、『こっちむいて!みい子』のコミックスにある「本当にあったおまけマンガ」では、主に2人の娘や夫、アシスタントのことを話題に書いている。夫の職業は報道ディレクターなので、一人で一泊したりする（日帰りの場合もあり）ことがある。
デビュー作は『食べながら上手にやせる本』（主婦と生活社）。太めの女子大生モモ子が、同級生坂本くんに片思いしながらダイエットと格闘する日々をコメディタッチで描いた。同じキャラクターが登場する『やせるカロリーブック』、さらにモモ子の友人を主人公に、摂食障害をテーマにした『本当は大声で泣きたい—彼女はなぜ過食症になったか』（同）がある。このシリーズはいずれも絶版。
1996年、『こっちむいて!みい子』で第41回小学館漫画賞を受賞した。

## 作品リスト

### 主婦と生活社
- 食べながら上手にやせる本
- やせるカロリーブック
- 本当は大声で泣きたい—彼女はなぜ過食症になったか

### 小学館
- みい子で〜す!（全6巻.絶版、再版本.全4巻）
- こっちむいて!みい子シリーズ（既刊39巻）
- みい子の大江戸大変記（全1巻）
- みい子セレクション おのえりこベスト10編
- みい子セレクション ブルー みんながえらんだベスト10編
- みい子セレクション LOVE ドキドキ♥恋のお話ベスト10編
- みい子セレクション 爆笑 ワハハハ!笑ったお話ベスト10編
- まるごとみい子!
- みい子セレクション〜LGBT編〜
- こっちむいて!みい子 まるごとファンブック